# 이청구 (주마뎬시)
이청구(한국어: 역성구, 중국어: 驿城区, 병음: Yìchéng Qū)는 중화인민공화국 허난성 주마뎬시의 현급 행정구역이다. 넓이는 770km2이고, 인구는 2007년 기준으로 630,000명이다.

## 기후
연평균 기온은 14.8°C이고 연평균 강수량은 953.8mm이다.

## 행정 구역
10개 가도, 1개 진, 5개 향을 관할한다.
- 가도: 人民街道, 东风街道, 西园街道, 新华街道, 南海街道, 老街街道, 橡林街道, 雪松街道, 顺河街道, 刘阁街道.
- 진: 水屯镇.
- 향: 诸市乡, 朱古洞乡, 胡庙乡, 古城乡, 关王庙乡.